# Al-Tilal Sports Club
Maillots
Le Al Tilal Sports Club (en arabe : نادي التلال الرياضي), plus couramment abrégé en Al Tilal, est un club yéménite de football fondé en 1905 et basé à Aden.
Al Tilal est à ce jour le plus ancien club du pays.

## Histoire
Le club est fondé en 1905 sous le nom d'Al-Ittihad al-Mohammadi.

## Palmarès
| \| - Championnat du Yémen (2) : - Champion : 1991 et 2005. - Coupe du Yémen (2) : - Vainqueur : 2007 et 2010. - Finaliste : 2001 et 2009. \| \| - Supercoupe du Yémen : - Finaliste : 2007 et 2010. \| |  |                                                     |
| - Championnat du Yémen (2) : - Champion : 1991 et 2005. - Coupe du Yémen (2) : - Vainqueur : 2007 et 2010. - Finaliste : 2001 et 2009.                                                                 |  | - Supercoupe du Yémen : - Finaliste : 2007 et 2010. |